# Jan Sobrie
Jan Sobrie (Gent, 1979) is een Belgisch acteur, regisseur en theaterauteur.
Sobrie was al actief bij onder meer BRONKS, KVS, Hetpaleis, Victoria Deluxe, ARSENAAL/LAZARUS, Theater ARTEMIS, Nationale Toneel, KOPERGIETERY, Laika, MartHatentatief, Theater Antigone, Compagnie Cecilia, Muziektheater TRANSPARANT, Opera Ballet Vlaanderen, Theater Der Junge Welt, Schauspielhaus Zürich, Grand Théâtre de Genève en Deutsche Oper am Rhein.
Voor televisie vertolkte hij gastrollen in onder andere Flikken en Vermist en een hoofdrol in de dramaserie Zuidflank. In Familie vertolkte hij een jaar lang de rol van Joris Nuyens.

## Filmografie
- Flikken (1999) - als Eddy
- Flikken (2001) - als student
- Aspe (2004) - als Oliver Boedt
- Vermist (2008) - als Peter Nachtegaele
- Witse (2010) - als Carl Sleutel
- Zuidflank (2013) - als Mark Deweerdt
- Vermist (2016) - als Thomas Vens
- AG The Marks We Bear (2016) - als Didier
- Geub (2019) - als begrafenisondernemer
- Familie (2024-2025) - als Joris Nuyens/Bert Van den Bossche

## Werk
- Spel en tekst Woody (Theater Antigone/ Lazarus), samen met Joris Van den Brande en Charlotte Vandermeersch.
- Spel en tekst Hola que tal (Theater Antigone).
- Concept, tekst en creatie Het verdriet aan de overkant (KOPERGIETERY - spel: Chris Lomme en Karlijn Sonderen, regie: Eva Bal).
- Dubbelrol in Enkele Reis (Theater Antigone en BRONKS - spel: Joris Van den Brande en Jan Sobrie, regie: Jos Verbist en Bart Danckaert, naar het boek Un Aller Simple van Didier Van Cauwelaert).
- Coaching Christophe en Willy (BRONKS) - een locatietheater op een voetbalveld.
- Tekst en regie Remember Me (KOPERGIETERY - in samenwerking met Geert Vandyck).
- Spel Rouwdouwers (BRONKS - spel: Pascale Platel en Jan Sobrie, tekst: Platel).
- Tekst en spel Smolders & Sobrie (BRONKS - spel: Lukas Smolders en Jan Sobrie, tekst: Jan Sobrie en Tom Dupont, regie: Tom Dupont).
- Spel en creatie Titus (KOPERGIETERY - monoloog door Sobrie).
- Tekst en spel Fimosis (Theater Antigone - tekst en spel: Sobrie en Peter Monsaert - coaching: Jos Verbist).
- Tekst en spel Pubermensch (Hetpaleis - tekst en spel: Joris Van den Brande en Jan Sobrie, spel: Ruth Beeckmans, regie: Stef De Paepe)
- Tekst en spel Zolderling (BRONKS en Theater Antigone - tekst en spel: Joris Van den Brande en Jan Sobrie, Franse versie: Ados-Missile).
- Tekst "RAM" (KOPERGIETERY en tg. Struiken - tekst: Sobrie en Peter Monsaert)
- Tekst en regie 'Menskes' (4Hoog) Jan Sobrie en Tom Dupont
- Tekst en spel 'Sandy' (KOPERGIETERY) Jan Sobrie en Peter Monsaert

## Prijzen
- 'Zolderling' van Jan Sobrie en Joris van den Brande -2003 Kaas&Kappes Kinder- und Jugendtheaterfestival Duisburg (3e prijs) en geselecteerd voor Het Theaterfestival 2003.
- Fimosis werd geselecteerd voor Het Theaterfestival 2006.
- Titus werd eveneens geselecteerd voor Het Theaterfestival 2006.
- 'Titus' van Jan Sobrie - 2007 Kaas&Kappes Kinder- und Jugendtheaterfestival Duisburg (eerste prijs)
- Deutschen Jugendtheaterpreis 2008 voor Titus
- Jan Sobrie werd genomineerd voor de Vlaamse Cultuurprijs voor Jeugdtheater 2009.
- 'Remember Me' van Jan Sobrie - 2010 Kaas&Kappes Kinder- und Jugendtheaterfestival Duisburg (tweede prijs)
- Jan Sobrie won de Gouden Klaproos 2010 van Sabam in de categorie Theaterauteurs.
- "Bekdichtzitstil" wordt genomineerd voor het Nederlands Theater Festival 2014 en wint een Zilveren Krekel.
- People's Choice Award 2015 Philadelphia voor Titus van Jan Sobrie
- Zijn theaterbewerking en regie van De genezing van de krekel van Toon Tellegen wordt genomineerd voor het Landjuweel 2017.
- 'Woestzoeker' van Jan Sobrie - 2019 Kaas und Kappes, Kinder- und Jugendtheaterfestival Duisburg (eerste prijs)
- Sofie Decleir wint de theaterprijs voor meest gewaardeerde acteerprestatie - vrouw (Acteursgilde) voor haar rol in het toneelstuk 'Frontaal' (2019) geschreven en geregisseerd door Jan Sobrie
- 'Wutschweiger' von Jan Sobrie - 2020 Jugendtheaterpreis Baden-Württemberg
- 'Wutschweiger' werd genomineerd voor de Deutscher Kinder- und Jugendtheaterpreis 2020

- Gemeinsame Normdatei: 1113598549
- Virtual International Authority File: 9195147425872945040004